# Muskelkontraktion

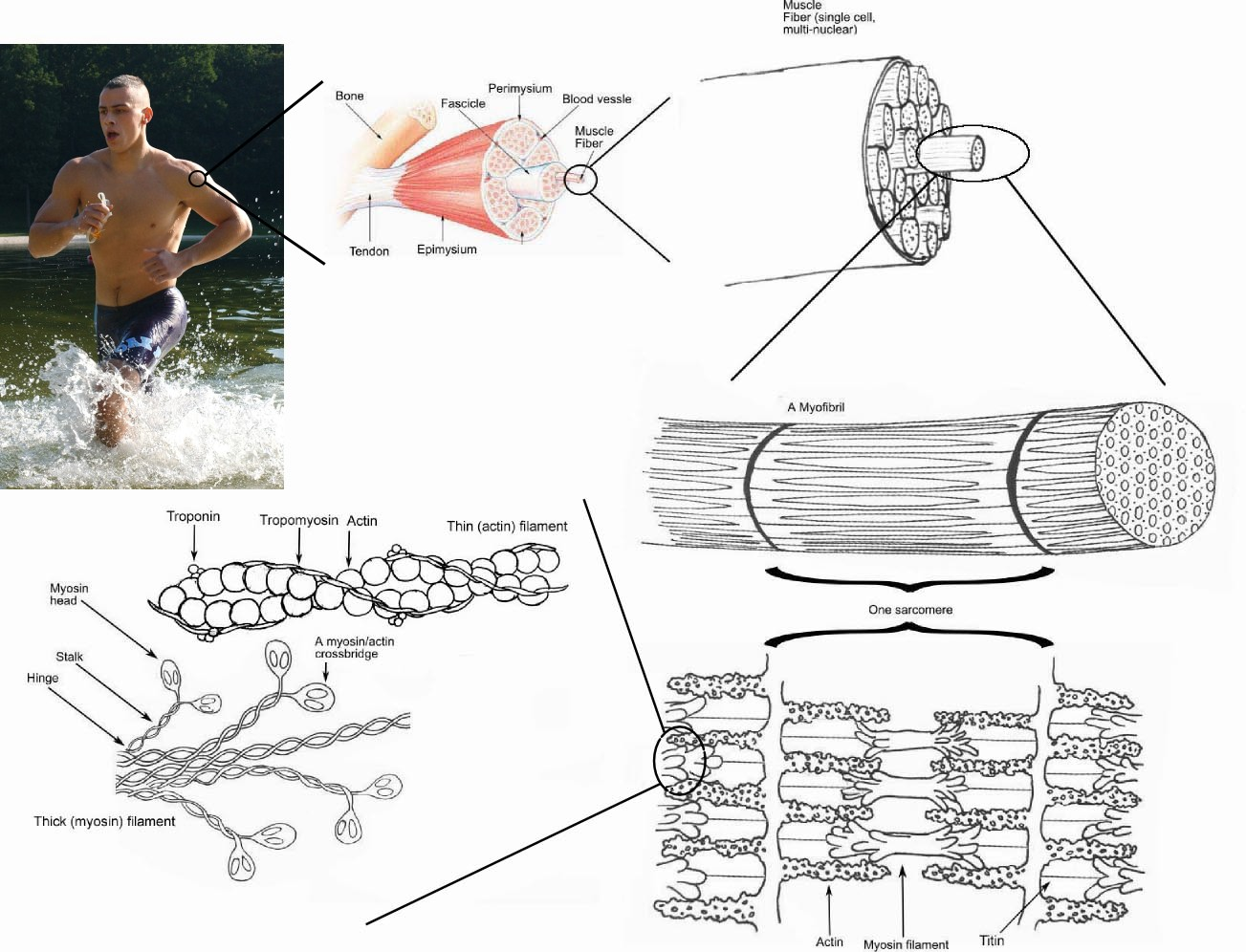

Muskelkontraktion är den process varvid muskelvävnad kontraheras. Histologiskt består muskelvävnad av muskelfibrer som är mångkärniga, avlånga celler. Cellerna innehåller i sin tur myofibriller som är uppbyggda av sarkomerer. En sarkomer består av aktinfilament (tunna filament), myosinfilament (tjocka filament) med flera proteiner.
Vid rörelser av skelettmuskulaturen kan rörelsen vara viljestyrd eller icke viljestyrd, den neurologiska skillnaden ligger i var nervimpulsen som initierar rörelsen kommer ifrån. Icke viljestyrda rörelser kallas även för reflexer.
För att påbörja en kontraktion krävs att en nervimpuls når muskeln. Då släpps kalciumjoner ut från sarkoplasmatiskt retikulum (SR) och kan binda till ett proteinkomplex med tre olika sorters troponin. Detta medför att ett annat protein, tropomyosin, flyttas ur sitt viloläge och möjliggör för aktin och myosin att binda till varandra. Kontraktionen kräver energi i form av ATP (adenosintrifosfat). Genom en process som kallas korsbryggecykeln kan sedan aktin och myosin "klättra" på varandra och på så sätt få sarkomeren (och därmed hela muskeln) att dras ihop.
Kontraktionen kan antingen vara isometrisk eller isotonisk. En isometrisk kontraktion innebär att muskelns längd är konstant medan spänningen ökar, och en isotonisk kontraktion innebär att muskeln förkortas under konstant belastning (förutsatt att kraftutvecklingen i muskeln överstiger belastningen som lagts på).
I hjärtats muskelkontraktioner har kalciumjonen en speciell roll (även i den övriga kroppens muskelkontraktioner). Aktionspotential från en pacemakercell öppnar spänningsreglerade kanaler så kalciumjoner kan gå in. Dessa triggar mer kalciumfrigöring från det sarkoplasmatiska retiklet som de flesta kalciumjoner kommer ifrån. Dessa binder till troponin och tar initiativ till kontraktion.